# Glimsche Beweinung
Die Glimsche Beweinung ist ein um 1500 entstandenes Frühwerk Albrecht Dürers, das die Beweinung Christi nach der Abnahme seines Leichnams vom Kreuz zum Gegenstand hat. Es ist nach seinem Stifter benannt, dem Nürnberger Goldschmied Albrecht Glim, der das Bild als Epitaph für seine verstorbene Frau Margret Holtzmann in Auftrag gab.
1988 wurde das Gemälde – ebenso wie der Paumgartner-Altar und die „Schmerzensmutter“ – von dem psychisch kranken „Dürer-Attentäter“ Hans-Joachim Bohlmann mit Schwefelsäure bespritzt und schwer beschädigt, konnte aber in einem aufwändigen Restaurierungsprozess gerettet werden und ist seit 1998 wieder in der Alten Pinakothek in München zu sehen.